# ميجاكلايت (قمر)
القمر ميغاكلايت (بالإنجليزية: Megaclite)‏ (باليونانية: Μεγακλειτη)‏ المعروف أيضاً باسم المشتري التاسع عشر (بالإنجليزية: Jupiter XIX)‏ هو قمر طبيعي غير نظامي يتحرك بحركة تراجعية تابع لكوكب المشتري.
و ينتمي هذا القمر إلى مجموعة باسيفي المكونة جميعها من أقمار غير نظامية وتتحرك بحركة تراجعية دائرة حول المشتري على مسافة تتراوح بين 22.8 و 24.1 جيجامتر وزاوية ميلان تتراوح تقريباً بين 144.5° و 158.3°.

## اكتشافه
اكتشف هذا القمر فريق من علماء الفلك من جامعة هاواي بقيادة سكوت شيبارد في عام 2000 للميلاد، وتمت تسميته مؤقتاً بالاسم S/2000 J 8.
تمت تسميته رسمياً في شهر أكتوبر من العام 2002 م.

## خصائصه
يدور هذا القمر حول كوكب المشتري على مسافة متوسطة تبلغ 24.687 ميغامتر في 792.437 يوماً، بزاوية ميل يبلغ قدرها 150° درجة في اتجاه (°148 من خط الاستواء في المشتري) حسب مسير الشمس مع شذوذ مداري يبلغ قدره 0.308.
و يبلغ قطر هذا القمر حوالي 5.4 كيلومتر.